# Bertholdia grisescens
Bertholdia grisescens är en fjärilsart som beskrevs av Rothschild 1909. Bertholdia grisescens ingår i släktet Bertholdia och familjen björnspinnare. Inga underarter finns listade i Catalogue of Life.